# Laguna Cataluña
A  Laguna Cataluña é um lago localizado na Guatemala. Localiza-se no departamento de Retalhuleu, Município de Retalhuleu.